# Rüber
Rüber település Németországban, Rajna-vidék-Pfalz tartományban. Lakosainak száma 882 fő (2023. december 31.).

## Népesség
A település népességének változása:
| Lakosok száma | 575  | 893  | 919  | 889  | 894  | 882  |
|               | 1975 | 2017 | 2019 | 2021 | 2022 | 2023 |